# Ulica Marklowicka w Wodzisławiu Śląskim
Ulica Marklowicka w Wodzisławiu Śląskim – ważny ciąg komunikacyjny który łączy miasto z Żorami i węzłem w Świerklanach na autostradzie A1. Ulica ta zaczyna się od skrzyżowania z ulicą Rybnicką, a kończy z granicą miasta z gminą Marklowice. Przy ulicy znajduje się tylko jeden budynek mieszkalny oraz noclegownia dla bezdomnych. Poza tym wzdłuż ulicy dominują zabudowania o charakterze przemysłowym.
Z charakterystyczniejszych obiektów znajdujących się przy ulicy można wymienić Restaurację Leśniczówka, siedzibę Międzygminnego Zakładu Wodociągów i Kanalizacji (MZWiK), Okręgową Stację Ratownictwa Górniczego (OSRG) oraz siedzibę Służb Komunalnych Miasta (SKM)

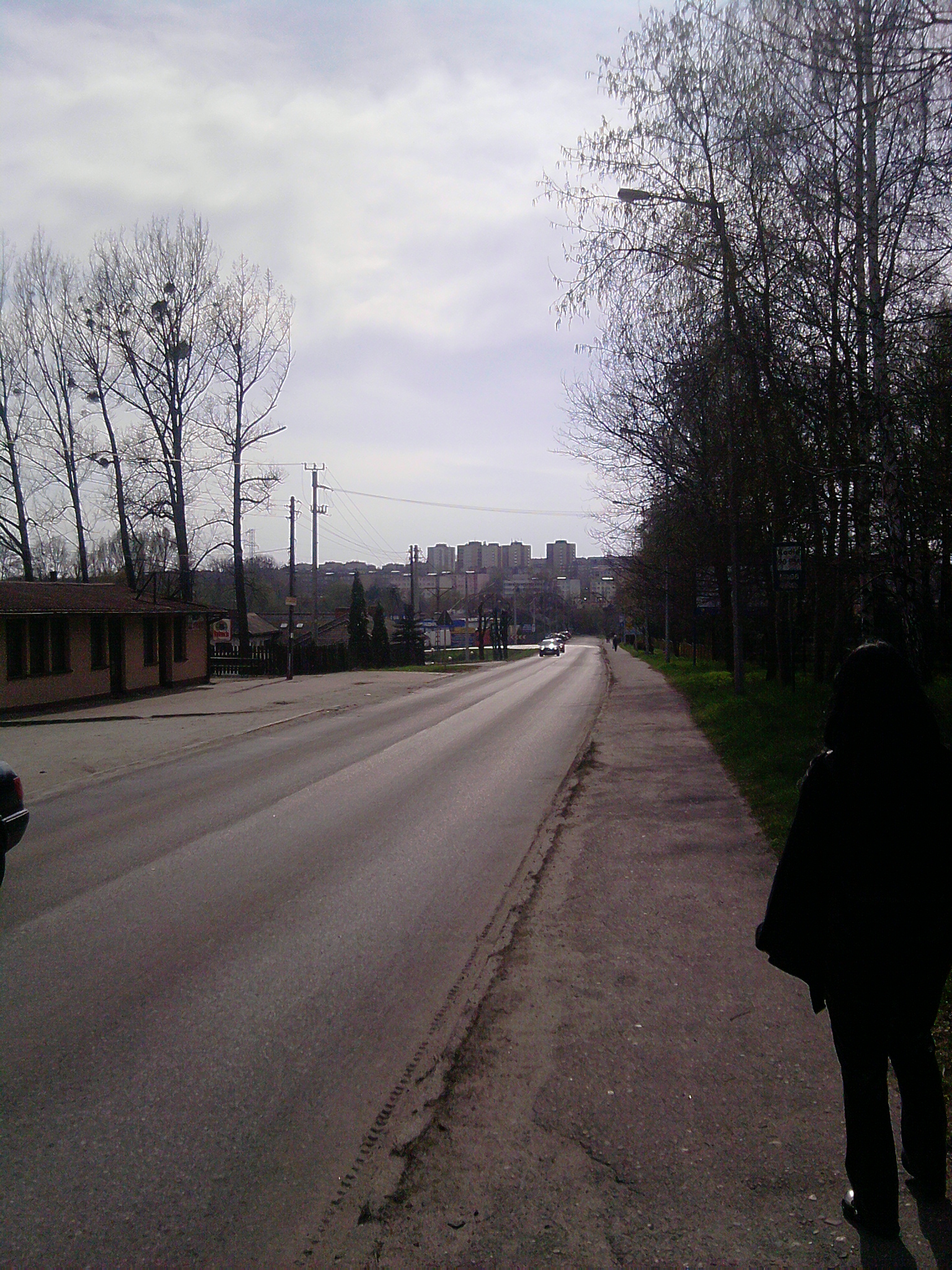
Wodzisław Śl. ul. Marklowicka – widok od strony Marklowic.